# Klezmer Juice
Klezmer Juice ist eine US-amerikanische Musikgruppe aus Los Angeles, Kalifornien. Die Gruppe spielt Klezmer, eine jüdische Volksmusiktradition, allerdings mit modernen Elementen. Die Gruppe interpretierte das Lied Hava Nagila auf dem Soundtrack zur Filmkomödie Die Hochzeits-Crasher (2005).

## Bandgeschichte
Die Band wurde von Klarinettist Gustavo Bulgach gegründet, der im Wesentlichen das einzige konstante Mitglied der Gruppe ist. 2004 veröffentlichte Klezmer Juice ihr erstes Album Actions Speak Louder Than Words im Eigenvertrieb und erregte so die Aufmerksamkeit des Labels Arc Music, das die Gruppe unter Vertrag nahm und ihr Album mit einigen Bonustracks und verändertem Artwork als Klezmer Juice 2005 neu auflegte. Im selben Jahr erschien der Film Die Hochzeits-Crasher. Klezmer Juices Version von Hava Nagila wurde dem Soundtrack beigefügt. Die Band galt zwei Jahre lang als Hausband des Simon Wiesenthal Centers in Los Angeles und ist eine erfolgreiche Liveband, die unter anderem das Los Angeles Music Center und das Redcat Disney Theatre ausverkaufte. Zwei Jahre lang spielten sie außerdem regelmäßig im Sommerprogramm des Hollywood Bowls, bei dem sie auch Workshops anboten.
2008 folgte Jewfro und 2009 Klezmer Juice 2: Yiddish Lidele.

## Diskografie
- 2004: Actions Speak Louder Than Words (Art a Gogo)
- 2005: Klezmer Juice (Arc Music)
- 2008: Jewfro (East Venice Records)
- 2009: Klezmer Juice 2: Yiddish Lidele (Arc Music)